# Grupo Huanquihue
El grupo volcánico Huanquihue consiste de varios volcanes en los Andes de la provincia de Neuquén  en Argentina y la región de Los Ríos en Chile. El grupo volcánico se encuentra unos 40 km al oeste de Junín de los Andes. Todos los volcanes con actividad registrada durante el Holoceno se ubican en Argentina. Un cono de ceniza del grupo llamado La Angostura forma una península que separa al lago Epulafquen del Huechulafquen.